# Marcus Aelius Apollonius
Marcus Aelius Apollonius war ein römischer Elfenbeinschnitzer. Er ist durch seine Grabinschrift bekannt, die in Rom gefunden wurde. Ihre Datierung ist zwar unsicher, Aelius Apollonius muss jedoch während der Kaiserzeit gelebt haben.

## Belege
1. ↑  CIL 6, 33423.

| Personendaten    | Personendaten                                      |
| ---------------- | -------------------------------------------------- |
| NAME             | Aelius Apollonius, Marcus                          |
| ALTERNATIVNAMEN  | Apollonius, Marcus Aelius                          |
| KURZBESCHREIBUNG | römischer Elfenbeinschnitzer                       |
| GEBURTSDATUM     | zwischen 1. Jahrhundert v. Chr. und 5. Jahrhundert |
| STERBEDATUM      | zwischen 1. Jahrhundert v. Chr. und 5. Jahrhundert |